# Oxepină
Oxepina (sau oxidul de benzen) este un compus heterociclic heptaciclic, polinesaturat, cu oxigen, cu formula chimică C6H6O. 

## Proprietăți
Oxepina există sub formă de echilibru chimic în amestec cu oxidul de benzen, echilibrul fiind afectat de substituenții prezenți pe nucleu. Un derivat dimetilic există sub forma izomerului oxepinic, fiind un lichid portocaliu.

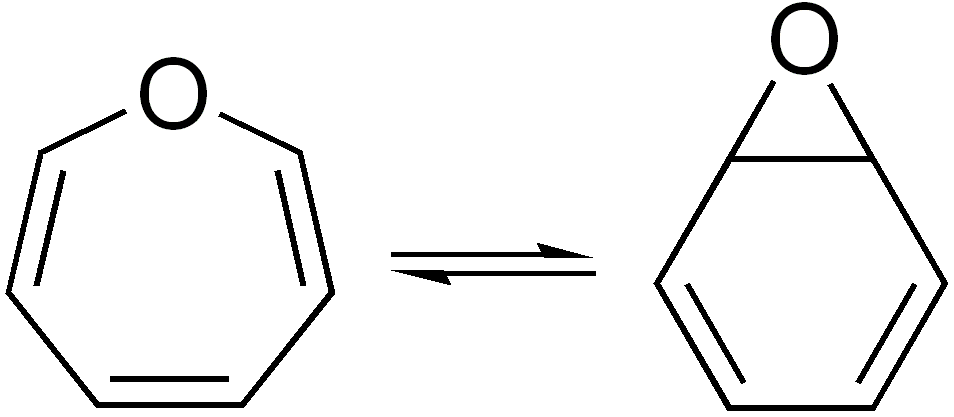
Echilibrul oxepină-oxid de benzen

Oxepina este un intermediar în procesul de oxidare al benzenului, proces catalizat în organism de complexul enzimatic citocrom P450.

Formarea oxidului de benzen și alți alți produși de metabolizare.